# Боппельзен
Боппельзен (нем. Boppelsen) — коммуна в Швейцарии, в кантоне Цюрих.
Входит в состав округа Дильсдорф. Население составляет 1250 человек (на 31 декабря 2007 года). Официальный код — 0082.

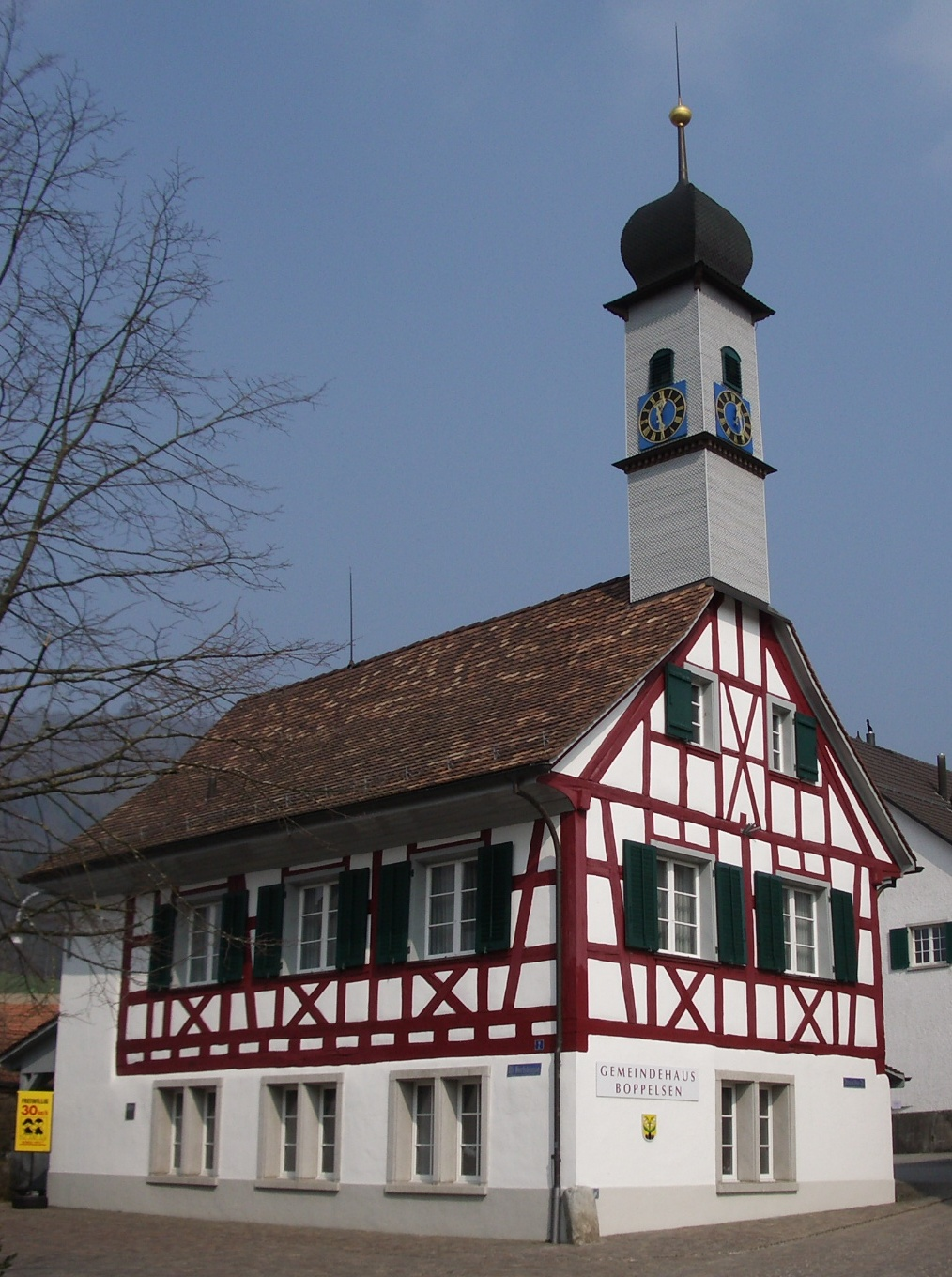
Боппельзен